# Padala I de Kakhètia
Padala I de Kakhètia (en géorgien: ფადლა I ; mort l'any 893) fou un príncep deKakhètia de 881 a 893. El nom apareix com Padala, Padla, Phadla, Fadla, Fadala i Phadala.
Padala Arevmaneli, « home prudent i experimentat » segons la Crònica georgiana, però del qual l'origen és desconegut, esdevingué Corbisbe de Kakhètia després de la caiguda de la família Donauri.
Durant el seu regnat de dotze anys, va aconseguir a recuperar els districtes de Gardabània que havien estat conquerits per l'emir de Tiflis en temps de l'anterior corbisbe.
Era potser el pare o de manera més versemblant el sogre del seu successor Ciríac I de Kakhètia, el fundador de la dinastia dels Ciriàquides o Kyriàcides del qual el fill i successor porta igualment el nom de Padala.